# Rosemarie Polkorab
Rosemarie Polkorab (* 15. Jänner 1947 in Brandenburg an der Havel; † 12. Februar 2009) war eine österreichische Politikerin (SPÖ). Sie war ab 1994 Abgeordnete zum Landtag und Mitglied des Wiener Gemeinderats.
Rosemarie Polkorab studierte Musik am Konservatorium der Stadt Wien. Sie legte die Staats- und Reifeprüfung ab und arbeitete ab 1972 als Musiklehrerin der Musiklehranstalten der Stadt Wien. Zudem unterrichtete sie ab 1988 als Musiklehrerin am Konservatorium Wien in der Abteilung Kindersingschule. Polkorab war Betriebsrätin der Musiklehranstalten und war zwischen 1994 und 1998 Fraktionsvorsitzende der Frauenabteilung der Gewerkschaft Kunst, Medien und freie Berufe.
Politisch engagierte sich Rosemarie Polkorab ab 1961 in der Wiener SPÖ. Sie war in der Sozialistischen Jugend und der Jungen Generation aktiv und zwischen 1987 und 1994 Bezirksrätin in Simmering. Hier war sie ab 1993 auch Bezirks-Frauenvorsitzende, als weitere Funktion übernahm sie das Amt der  Stellvertretenden Bezirksparteivorsitzenden. 1994 wurde sie in den Wiener Landtag und Gemeinderat gewählt, dem sie bis zu ihrem Tod ununterbrochen angehörte. Sie vertrat die SPÖ ab 1995 im Ausschuss für Kultur.
Rosemarie Polkorab war verheiratet und starb am 12. Februar 2009, kurze Zeit nach dem Tod ihres Mannes. Sie wurde am Simmeringer Friedhof bestattet.
Im Jahr 2011 wurde in Simmering der Polkorabplatz nach ihr benannt.